# Testament for Ronni
Testament for Ronni er en plade udgivet i 1997 med noget af musikken fra tv-filmen De skrigende halse, og blev lavet som en "fortsættelse" til filmen, bare som hørespil.

## Spor
1. "Depression Mand! Vi skal på plade!"
2. "Riders of depression"
3. "Hvorfor er stregen så ulden og tyk?"
4. "Dark Passage"
5. "Staffan, Sony Music"
6. "Heroin"
7. "Franks massivt geniale plan"
8. "AIDS"
9. "Anitas skide smukke mindedigt"
10. "Dee Dee Dee"
11. "Peter Peter Peter på Ronnis lortespade"
12. "Lament for Ronni"
13. "Hvorfor fanden skal det hele handle om Ronni?"
14. "Happy Hour – Vi skal bruge psykologi"
15. "Operasangeren Kurt"
16. "Paranoia"
17. "De skrigende halse skal ikke på CD, mand!"
18. "Independence"
19. "**** De skrigende halse"
20. "Golden Boy"
21. "Jeg vil kneppe Ronni!"